# 照門 (地名)
照門，是臺灣新竹縣新埔鎮的一個傳統地域名稱，位於該區東北部。相較於今日行政區，其範圍大致為照門里東半部。照門一詞是源自該地的「石門」與「照鏡」兩處地名。

## 歷史
台灣清治末期至日治初期，照門地區為一街庄，稱為「照門庄」，隸屬於竹北二堡。該庄北與北窩庄為鄰，東與汶水坑庄為鄰，南邊為鹿鳴坑庄、大茅埔庄，西邊為大坪庄，西北邊一小段與羊喜窩庄為界。
1901年（日治明治三十四年）11月，全台廢縣廳改設二十廳，該庄隸屬於新竹廳。1909年（明治四十二年）10月，合併二十廳為十二廳，該庄隸屬不變。1920年（大正九年），廢十二廳改設五州二廳，該庄改制為「照門」大字，隸屬於新竹州新竹郡新埔庄，大字下有「照鏡」、「石門」小字名。1941年，新埔庄升格為新埔街。
戰後新埔街改制為新埔鎮，隸屬於新竹縣，大字亦改制為里。1950年桃、竹、苗分治，新埔鎮隸屬不變。

## 交通
縣道115號是觀音至芎林的道路，大致以東北—西南走向轉橫向蜿蜒經過照門地區南部，向東北轉北可前往楊梅、新屋、觀音等地，向西南可前往新埔市區、芎林等地。

## 學校
- 照門國中
- 照門國小（部分）